# Cancricepon
Cancricepon is een geslacht van pissebedden in de familie Bopyridae. Het is synoniem met Merocepon Richardson, 1910.

## Soorten
- Cancricepon anagibbosus Bourdon, 1971
- Cancricepon beibusinus An, Wang, Boyko & Williams, 2019
- Cancricepon castroi An, Wang, Boyko & Williams, 2019
- Cancricepon choprae (Nierstrasz & Brender à Brandis, 1925)
- Cancricepon elegans Giard & Bonnier, 1887
- Cancricepon garthi Danforth, 1970
- Cancricepon knudseni (Danforth, 1970)
- Cancricepon multituberosum An, Yu & Williams, 2012
- Cancricepon pilula Giard & Bonnier, 1887
- Cancricepon savignyi (Stebbing, 1910)
- Cancricepon xanthi (Richardson, 1910)